# Diabeł

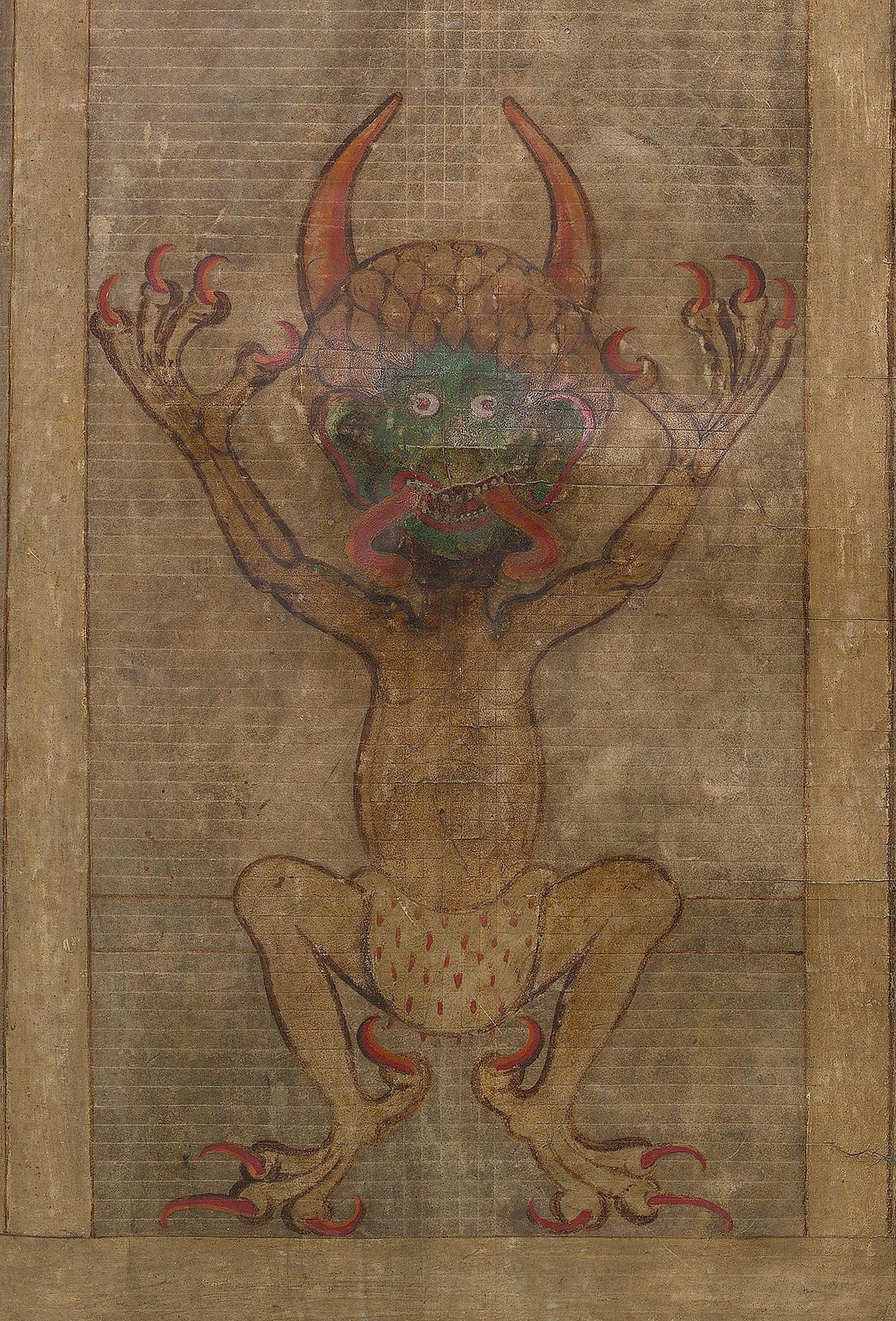
Diabeł na ilustracji pochodzącej ze średniowiecznego Codexu Gigas

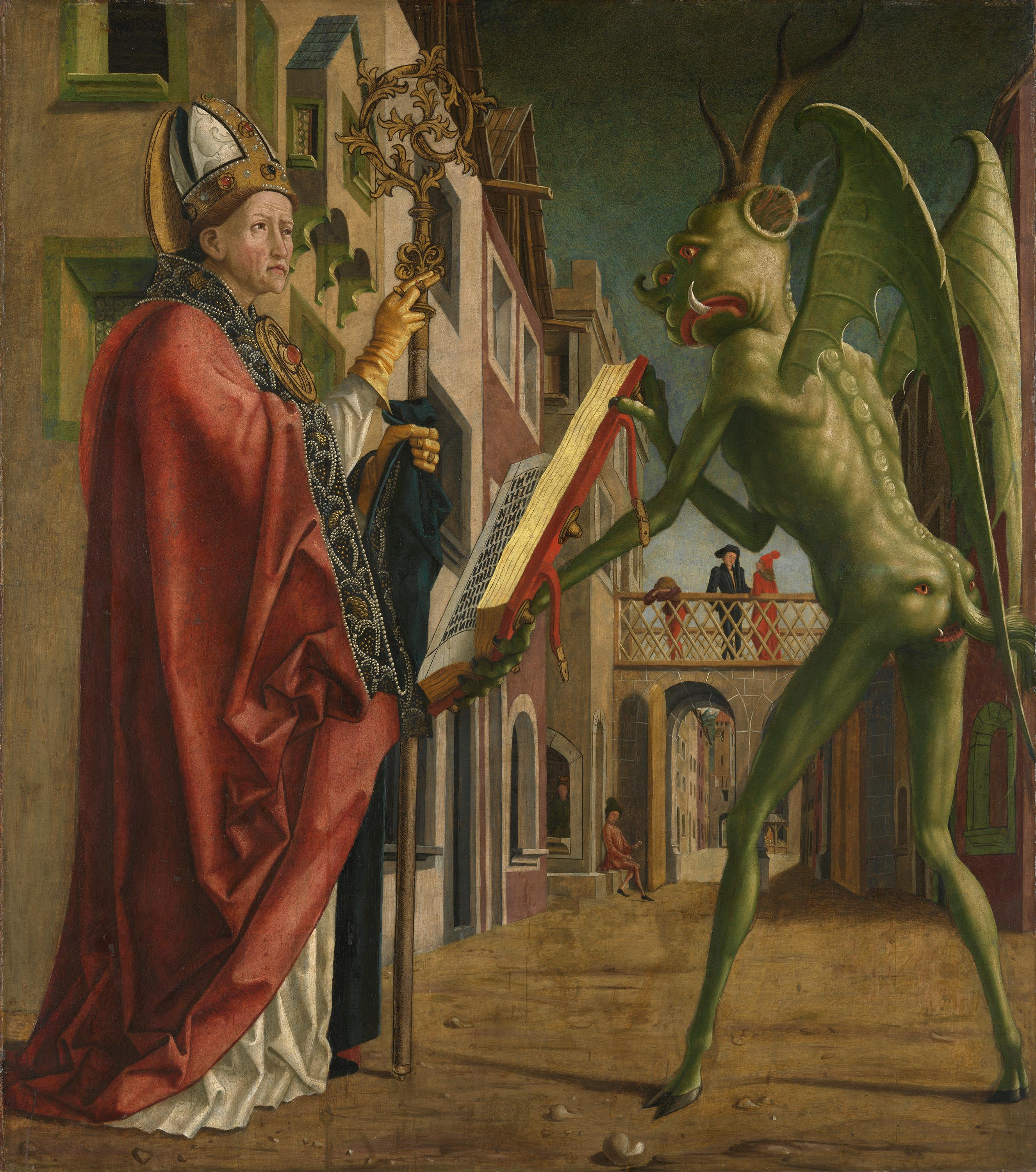
Święty Wolfgang i diabeł (obraz Michaela Pachera), panel ołtarzowy (1483), Stara Pinakoteka Monachium

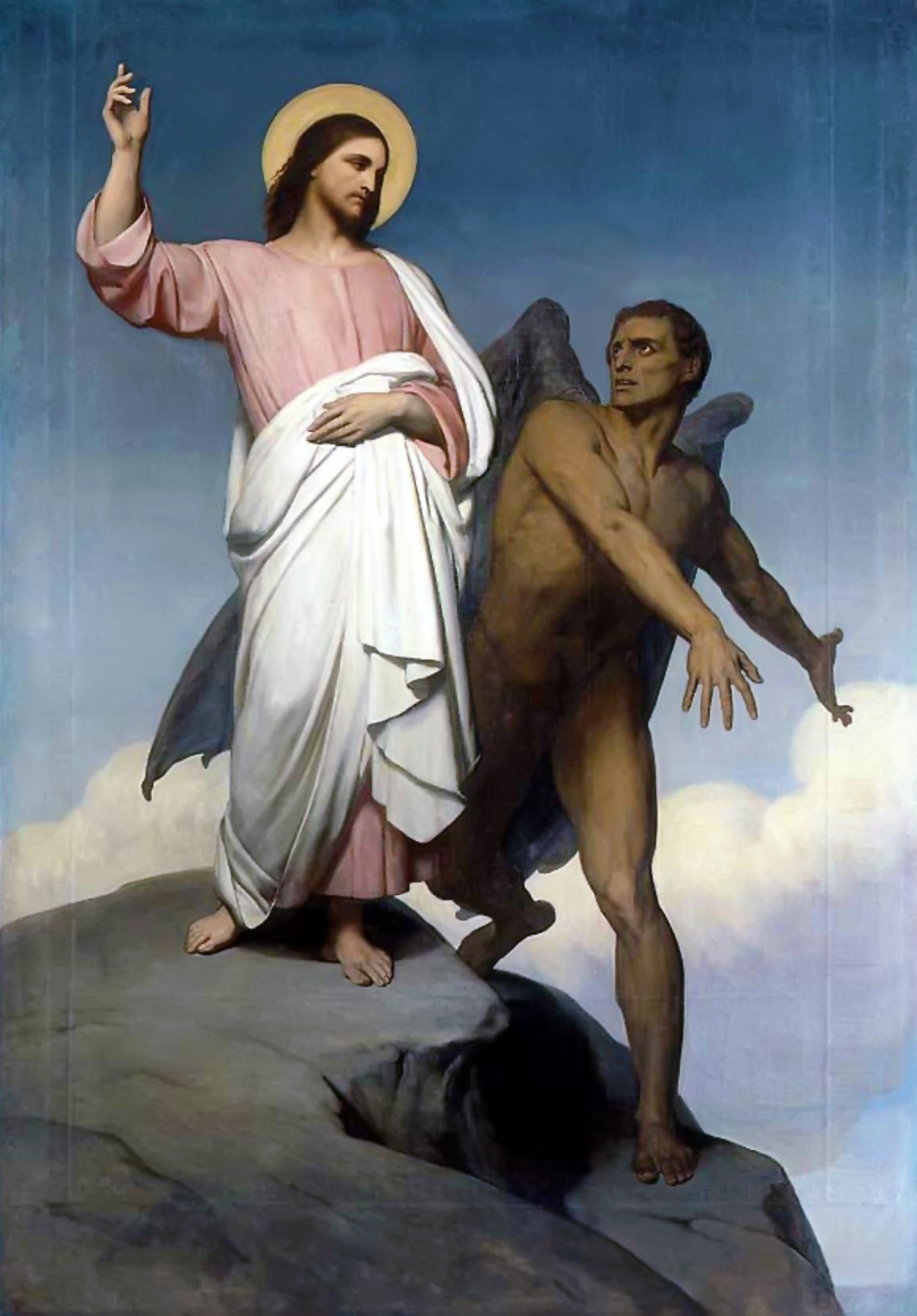
Kuszenie Chrystusa (obraz Ary Scheffera z 1854)

Diabeł (gr. διάβολος diábolos „oskarżyciel, oszczerca”) – w judaizmie i chrześcijaństwie ogólna nazwa złych, upadłych aniołów; inne określenia: szatan (małą literą), demon.

## W tradycji judaizmu i chrześcijaństwa
W demonologii judaizmu i chrześcijaństwa oraz satanologii średniowiecznej diabły (szatany) tworzą hierarchię i są upostaciowione.

### Geneza

#### Teorie religioznawców liberalnej szkoły pocz. XX w.
Według religioznawców początku XX w. z niemieckiej Religionsgeschichtliche Schule (Szkoła historii religii), diabeł jako pojęcie pojawił się w religiach i wierzeniach, których panteon był bipolarny, spolaryzowany na przeciwstawne sobie, walczące ze sobą dominia. Według tych autorów, dokonało się w tych religiach przejście od religii mitologicznej do soteriologicznej. Jednocześnie pojawiło się pojęcie zła moralnego. Tak w chrześcijaństwie i islamie pojęcie diabeł miało się pojawić poprzez judaizm z wierzeń starożytnego Iranu (mazdaizm i zaratusztrianizm). W manicheizmie, zwłaszcza w doktrynie katarskiej, uważa się, iż świat jest domeną diabła i jest on władcą materii; z tego powodu jest ona zła, świat duchowy i sam Bóg znajdują się poza materią, są więc wolne od wpływu diabła, zatem dobre.

### Teologia biblijna
Nazwa diabeł występuje w Nowym Testamencie równie często jak szatan (hebr. šatan, przeciwnik). Określa istotę o charakterze osobowym, której duchowe oddziaływanie widoczne jest w innych istotach, zwanych demonami lub duchami nieczystymi, oraz w pokusach. Jak zauważył Stanislas Lyonnet, Biblia w porównaniu z literaturą późnego judaizmu i sąsiednich cywilizacji starożytnego Wschodu „jest pełna wyjątkowego umiaru, ograniczając się do poinformowania nas o samym istnieniu tych osobowości, o ich podstępnym działaniu i o sposobach obrony przed nimi”. Diabeł to upadłe stworzenie duchowe, które sprzeciwiło się Bogu. Jest uważany za przeciwnika prawdy, kłamcę i ojca kłamstwa. Nowy Testament ukazuje go jako kusiciela samego Chrystusa na pustyni judzkiej w czasie jego 40 dniowego pobytu, podobnie jak kuszony był Izrael w czasie 40 letniej wędrówki przez pustynię do ziemi obiecanej.

#### Autor i władca królestwa grzechu i śmierci
W nauczaniu świętego Pawła, jak i wcześniej w nauczaniu samego Jezusa, diabeł stał za grzechem pierwszych rodziców i dalej stoi za grzesznością potomstwa Adama i Ewy, nakłaniając ich ku życiu według ciała (por. Rz 8,5-7). Jest on bytem osobowym, przywódcą wielkiej liczby duchów. Jego królowanie jest tożsame z panowaniem grzechu.

##### Autor królestwa grzechu
Według tak Pawła, jak i Jana, którzy kontynuowali tradycję biblijną zapisaną w rozdziale trzecim Księgi Rodzaju oraz w Księdze Mądrości 2,24, diabeł, wąż piekielny był pierwszym bytem osobowym, który nakłaniał Adama i Ewę do grzechu: „Ewa została zwiedziona przez przebiegłość węża” (2 Kor. 11, 3). Poprzez Ewę diabeł podziałał też na Adama (por. 1 Tm 2, 14).
Jezus w Ewangelii Janowej określił diabła, jako ojca swoich rozmówców Żydów, sprzeciwiających się jego misji. Jego postawą, według Jezusa, jest dążenie do zabijania: „Od początku był on zabójcą i w prawdzie nie wytrwał, bo prawdy w nim nie ma” (J 8, 44nn). Księga Apokalipsy w rozdziale dwunastym w wersie 9 mówiła o diable jako o potworze: „Wąż starodawny, który się zwie diabeł i szatan, zwodzący całą zamieszkałą ziemię.” Diabeł według tej księgi kontynuuje na ziemi, w historii to, czego dokonał w życiu pierwszych rodziców. Rozszerza tyrańską władzę grzechu pierworodnego nad ludzkością.

##### Tyran królestwa grzechu
Diabeł w Nowym Testamencie jest nazwany księciem królestwa grzechu, „księciem tego świata” (J 12, 31). Działa w synach buntu żyjących „według doczesnego sposobu tego świata, według sposobu Władcy mocarstwa powietrza, to jest ducha, który działa teraz w synach buntu (Ef 2,2)”. Ma „władzę nad śmiercią” i trzyma w niewoli ludzi, gdyż mają w sobie lęk przed śmiercią (Hbr 2, 14-15). Jest też nazwany „bogiem tego świata”, zaślepiającym umysły niewierzących (2 Kor 4, 4).

##### Sprzeciw chrześcijan

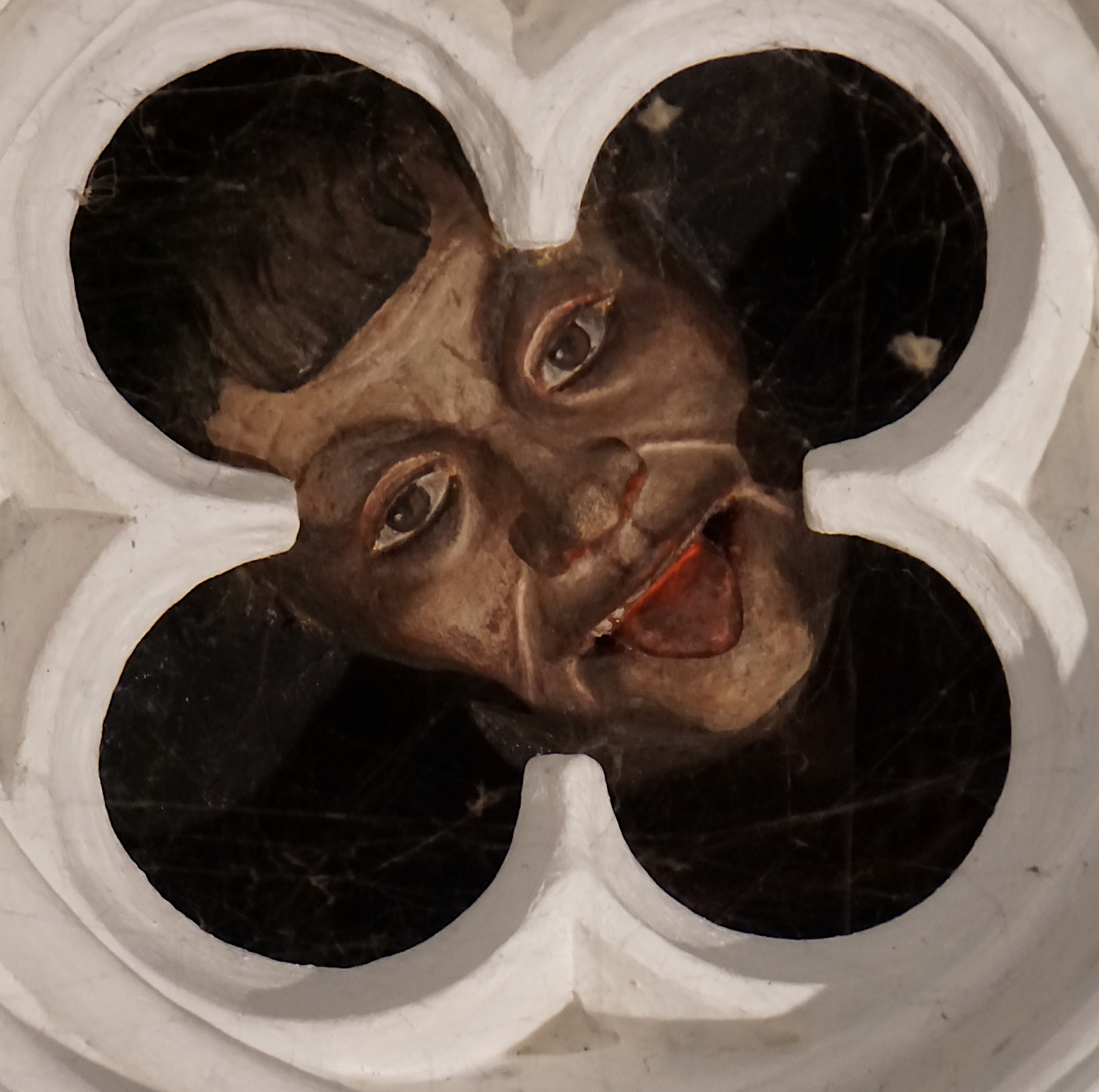
Diabeł zerkający przez otwór w sklepieniu zakrystii w kościele św. Ducha w Landshut na Bawarii

Chrześcijanie są wezwani, by walczyć z dominacją diabła w świecie:

„Obleczcie pełną zbroję Bożą, byście mogli się ostać wobec podstępnych zakusów diabła. Nie toczymy bowiem walki przeciw krwi i ciału, lecz przeciw Zwierzchnościom, przeciw Władzom, przeciw rządcom świata tych ciemności, przeciw pierwiastkom duchowym zła na wyżynach niebieskich. Dlatego weźcie na siebie pełną zbroję Bożą, abyście w dzień zły zdołali się przeciwstawić i ostać, zwalczywszy wszystko. Stańcie więc /do walki/ przepasawszy biodra wasze prawdą i oblókłszy pancerz, którym jest sprawiedliwość, a obuwszy nogi w gotowość [głoszenia] dobrej nowiny o pokoju. W każdym położeniu bierzcie wiarę jako tarczę, dzięki której zdołacie zgasić wszystkie rozżarzone pociski Złego. Weźcie też hełm zbawienia i miecz Ducha, to jest słowo Boże – wśród wszelakiej modlitwy i błagania. Przy każdej sposobności módlcie się w Duchu! Nad tym właśnie czuwajcie z całą usilnością (Ef 6,11).

## Diabeł według teologii katolickiej
Diabeł jest w teologii katolickiej upadłym aniołem, który zbuntował się przeciwko Bogu. Jest uważany za osobową istotę duchową, która działa na świecie, kusi ludzi do grzechu i prowadzi do oddalenia od Boga. W Biblii często określany jest również jako szatan (hebr. שָּׂטָן, satan – 'przeciwnik').

### Pochodzenie i natura
Diabeł według teologii katolickiej był niegdyś jednym z najważniejszych aniołów, lecz zbuntował się przeciwko Bogu z powodu swojej pychy i został strącony z nieba. Jak pisze Katechizm Kościoła Katolickiego: "Szatan był najpierw dobrym aniołem, stworzonym przez Boga. «Diabeł i inne demony zostały wprawdzie stworzone przez Boga jako byty dobre z natury, lecz same uczyniły się złymi»" (KKK 391).

#### Upadek aniołów
Według nauki Kościoła katolickiego, bunt diabła i innych upadłych aniołów miał miejsce przed stworzeniem świata materialnego. Diabeł, nazywany także Lucyferem (z łac. lux – światło i ferre – nieść, czyli 'niosący światło'), był jednym z najpiękniejszych i najpotężniejszych aniołów. Jego upadek spowodowany był pychą, gdyż zapragnął on być równy Bogu.

#### Imiona i tytuły
W Biblii i tradycji katolickiej diabeł ma wiele imion i tytułów, które odzwierciedlają różne aspekty jego natury i działania:
- Szatan: Przeciwnik, oskarżyciel, działający przeciwko Bożym planom[13].
- Lucyfer: Niosący światło, wskazujący na jego pierwotne piękno i rangę wśród aniołów[14].
- Książę tego świata: Określenie używane przez Jezusa, wskazujące na wpływ diabła na świat (J 12,31)[15].
- Ojciec kłamstwa: Diabeł jest źródłem wszelkiego kłamstwa i oszustwa (J 8,44)[16].

### Działalność i wpływ
Diabeł jest uważany za głównego sprawcę zła w świecie. Jego działanie przejawia się w:
- Kuszeniu ludzi do grzechu: Diabeł działa jako kusiciel, próbując nakłonić ludzi do popełnienia grzechów. Przykładem jest kuszenie Jezusa Chrystusa na pustyni (Mt 4,1-11)[17].
- Szerzeniu kłamstwa: Diabeł jest określany jako "ojciec kłamstwa" (J 8,44)[16].
- Niszczeniu Bożego planu: Diabeł dąży do zniszczenia Bożego dzieła, co objawia się w różnych formach zła na świecie, takich jak wojny, przemoc, i niesprawiedliwość[18].

#### Działalność w świecie
W Nowym Testamencie diabeł jest ukazany jako istota aktywnie działająca w świecie. Jezus Chrystus wielokrotnie konfrontował się z diabłem i jego demonami, wypędzając je z opętanych ludzi (Mk 5,1-20). W listach św. Pawła diabeł jest opisywany jako ten, który stoi za grzechem i śmiercią duchową (w opozycji do życia wiecznego) (Rz 5,12).

##### Diabeł w Starym Testamencie
W Starym Testamencie diabeł pojawia się w różnych kontekstach. W Księdze Rodzaju (Rdz 3) jest on przedstawiony jako wąż, który kusi Ewę do popełnienia grzechu pierworodnego. W Księdze Hioba (Hi 1-2) diabeł pełni rolę oskarżyciela testującego wiarę Hioba.

##### Diabeł w Nowym Testamencie
W Nowym Testamencie diabeł odgrywa kluczową rolę jako przeciwnik Jezusa Chrystusa. Kuszenie Jezusa na pustyni (Mt 4,1-11) jest jednym z najważniejszych epizodów, gdzie diabeł stara się odwieść Jezusa od jego misji. W Apokalipsie św. Jana (Ap 12) diabeł jest przedstawiony jako smok, który walczy przeciwko kobiecie i jej dziecku, symbolizując Kościół i Chrystusa.

### Egzorcyzmy
W Kościele katolickim istnieje praktyka egzorcyzmów, czyli rytuałów mających na celu wypędzenie demonów. Egzorcyzmy są przeprowadzane przez specjalnie wyznaczonych do tego kapłanów, zwanych egzorcystami. Wiara w moc egzorcyzmów opiera się na licznych przykładach biblijnych, gdzie Jezus Chrystus wypędzał demony (Mk 5,1-20).

#### Rytuał egzorcyzmów
Rytuał egzorcyzmów w Kościele katolickim jest dokładnie określony w księdze Rytuał Rzymski. Zawiera on modlitwy, błogosławieństwa i nakazy skierowane do demonów, aby opuściły ciało opętanego. Egzorcyzmy mogą być zarówno prostymi modlitwami, jak i bardziej skomplikowanymi rytuałami.

#### Historia egzorcyzmów
Egzorcyzmy mają długą historię w tradycji chrześcijańskiej. Pierwsze wzmianki o wypędzaniu demonów pochodzą z Nowego Testamentu, gdzie Jezus i jego uczniowie wypędzali demony z opętanych. W ciągu wieków Kościół opracował konkretne rytuały i modlitwy egzorcyzmów, które były używane przez egzorcystów do walki z demonami.

#### Współczesne egzorcyzmy
Współczesne egzorcyzmy są nadal praktykowane w Kościele katolickim, choć są one rzadkością i są przeprowadzane tylko w najbardziej skrajnych przypadkach. Współczesny Rytuał Rzymski został zaktualizowany przez papieża Jana Pawła II w 1999 roku, aby lepiej odpowiadać na potrzeby współczesnego Kościoła.

### Przeciwdziałanie
Kościół katolicki naucza, że najlepszą obroną przed działaniem diabła jest:
- Życie zgodne z nauką Chrystusa: Regularna modlitwa, czytanie Pisma Świętego i stosowanie się do nauk Kościoła[27].
- Korzystanie z sakramentów: Szczególnie sakramentu pokuty i pojednania, którego istotą jest odpuszczenie grzechów i zmazanie ich skutków duchowych, oraz Eucharystii, która prowadzi do zjednoczenia z Chrystusem - umacnia duchowo[27].
- Wzywanie opieki Matki Bożej i św. Michała Archanioła: Szczególne miejsce w przeciwdziałaniu diabłu ma modlitwa do św. Michała Archanioła, który jest uważany za pogromcę Szatana[27].

#### Modlitwy ochronne
Kościół katolicki zaleca modlitwy ochronne, które mają chronić wiernych przed wpływem diabła. Do najbardziej znanych należy Modlitwa do św. Michała Archanioła, która została napisana przez papieża Leona XIII w 1886 roku. Innymi modlitwami są Różaniec i Litania do Wszystkich Świętych.

#### Sakramentalia
Kościół katolicki używa także sakramentaliów, które mają chronić przed złem. Do najważniejszych należą woda święcona, krucyfiksy, medaliki i oleje święte. Sakramentalia są uważane za środki, które pomagają w walce duchowej i chronią przed wpływem diabła.

### Nauczanie Kościoła
Kościół katolicki jasno określa, że diabeł i demony są realnymi bytami osobowymi, a nie tylko symbolami zła. Nauczanie to opiera się na tekstach biblijnych oraz Tradycji Kościoła. Papież Paweł VI w jednej ze swoich katechez powiedział: "Jedną z największych potrzeb Kościoła jest obrona przed tym złem, które nazywamy szatanem".

#### Dokumenty Kościoła
Wielu papieży i teologów pisało o naturze i działaniu diabła. Do ważnych dokumentów należą:
- Katechizm Kościoła Katolickiego (paragrafy 391-395) – omawia upadek aniołów i działanie diabła[27].
- Deus Caritas Est – encyklika papieża Benedykta XVI, która porusza kwestię walki duchowej[30].
- Adversus Haereses – dzieło św. Ireneusza z Lyonu, które zawiera nauki na temat diabła i herezji[31].

## Diabły folkloru polskiego

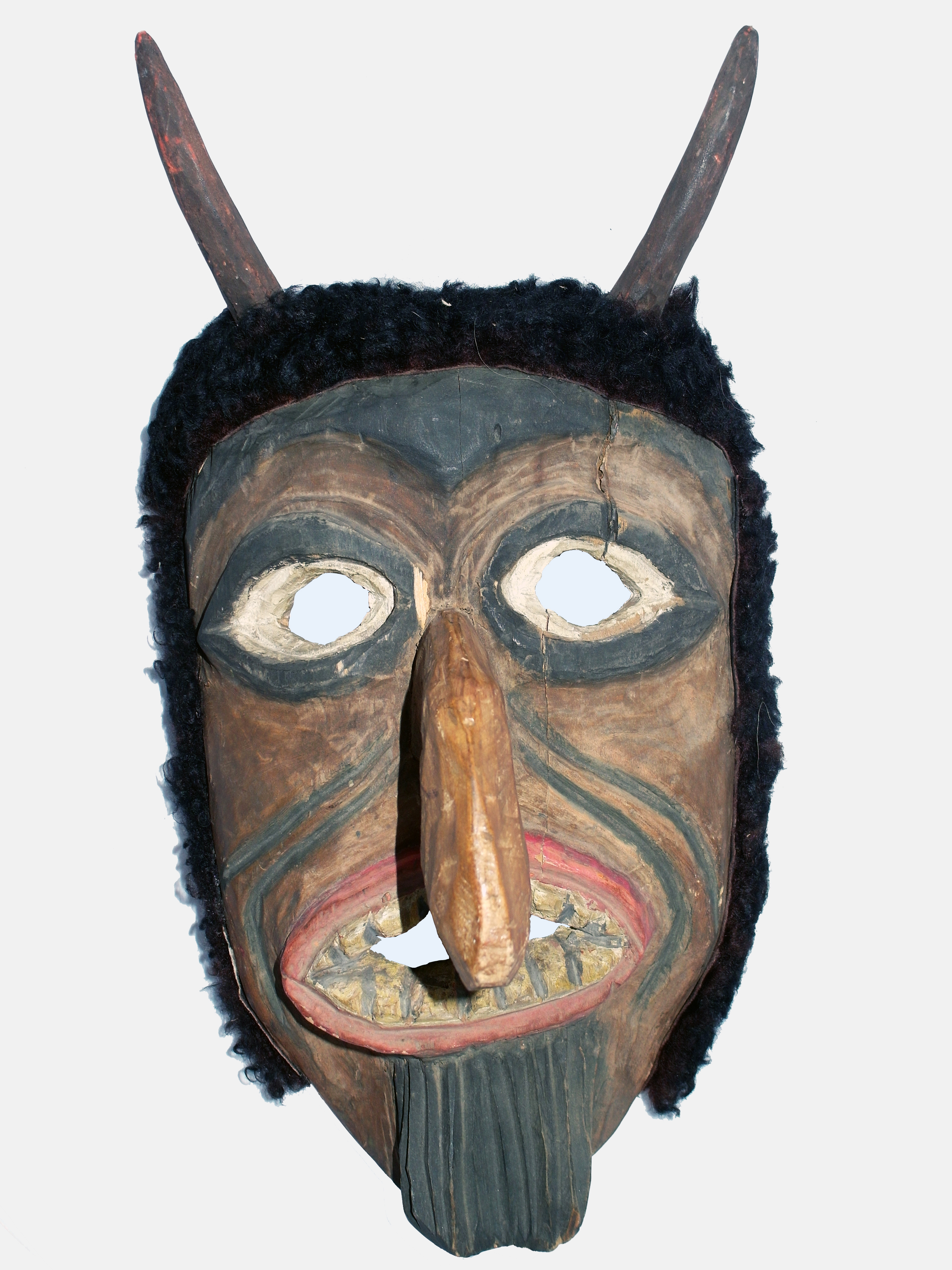
Maska diabła, Józef Hulka, 1976. Muzeum Miejskie w Żywcu

Początkowo w folklorze polskim diabły były to legendarne, rogate postacie, wywodzące się od złych lub złośliwych demonów – tzw. czartów lub biesów – pochodzących z mitologii słowiańskiej. Dopiero po chrystianizacji słowo diabeł stało się synonimem słowa szatan.
- Belzebub
- bies
- Boruta
- czart
- Dusiołek
- Kozyra
- licho
- Hrabia Manteufel
- Rokita
- Smętek

## Inne tytuły diabła
- 666 – Liczba Bestii
- Książę ciemności
- Antychryst
- Iblis, diabeł w islamie
- Lucyfer
- Szatan
- Voland (od vôlant – duch, szatan) z języka średniowysokoniemieckiego
- Urian – diabeł w jednym z dialektów niemieckich
- Mefistofeles (od hebr. Mephistoph – burzyciel dobra)